# Basel-Bachletten
Bachletten (Baseldeutsch: [ˈbɐχˌlɛtːə]) ist ein Quartier der Schweizer Stadt Basel. Es liegt am südwestlichen Rand der Stadt und grenzt im Norden ans Gotthelfquartier (Wanderstrasse, Weiherweg) und im Nordosten ans Quartier Am Ring (Steinenring, Viaduktstrasse). Im Osten trennt der Birsig das Quartier von Gundeldingen. Im Westen liegt die Gemeinde Allschwil, im Süden Binningen (beide Kanton Basel-Landschaft).
Im Bachletten-Quartier befindet sich der Basler Zoo und die Schützenmatte. Die scherzhafte Bezeichnung Bläächdalbe oder Alumyyniumdalbe («Blech-St. Alban», «Aluminium-St. Alban»), welche auch für das Am Ring-Quartier gilt, bezieht sich auf die etwas weniger «vornehme» Einwohnerschaft im Vergleich mit der Dalbe, den wohlhabenden Altbasler Familien im St. Alban-Quartier (insbesondere Gellert), wobei das Quartier aus sozioökonomischer Perspektive insgesamt noch immer zu den gehobeneren Teilen der Stadt gehört.
Der Name «Bachletten» stammt von der Bachlettenstrasse. Mit «Letten» wird lehmartiger Boden bezeichnet, welcher sich am Birsig und am Rümelinbach, beides das Bachletten-Quartier durchfliessende Flüsse, und am Nordhang der Binninger Höhe häufig fand.

## Wohnbezirke
Bachletten ist in fünf Wohnbezirke unterteilt:
- Paulus (Pauluskirche, Zoo Basel, Dorenbachviadukt)
- Bernerring (Marschalkenstrasse, Rütimeyerplatz)
- Schützenmatte (Schützenmattpark, Wielandplatz, Sportstadion)
- Holee (Holeestrasse, Laupenring)
- Weiherhof (Wanderstrasse, Steinbühlplatz, Neuweilerplatz)

## Gebäude und Sehenswürdigkeiten
- Allerheiligenkirche
- Pauluskirche
- Stephanuskirche
- Schützenmatte mit Stadion Schützenmatte
- Neubad
- Zoo Basel

## Galerie

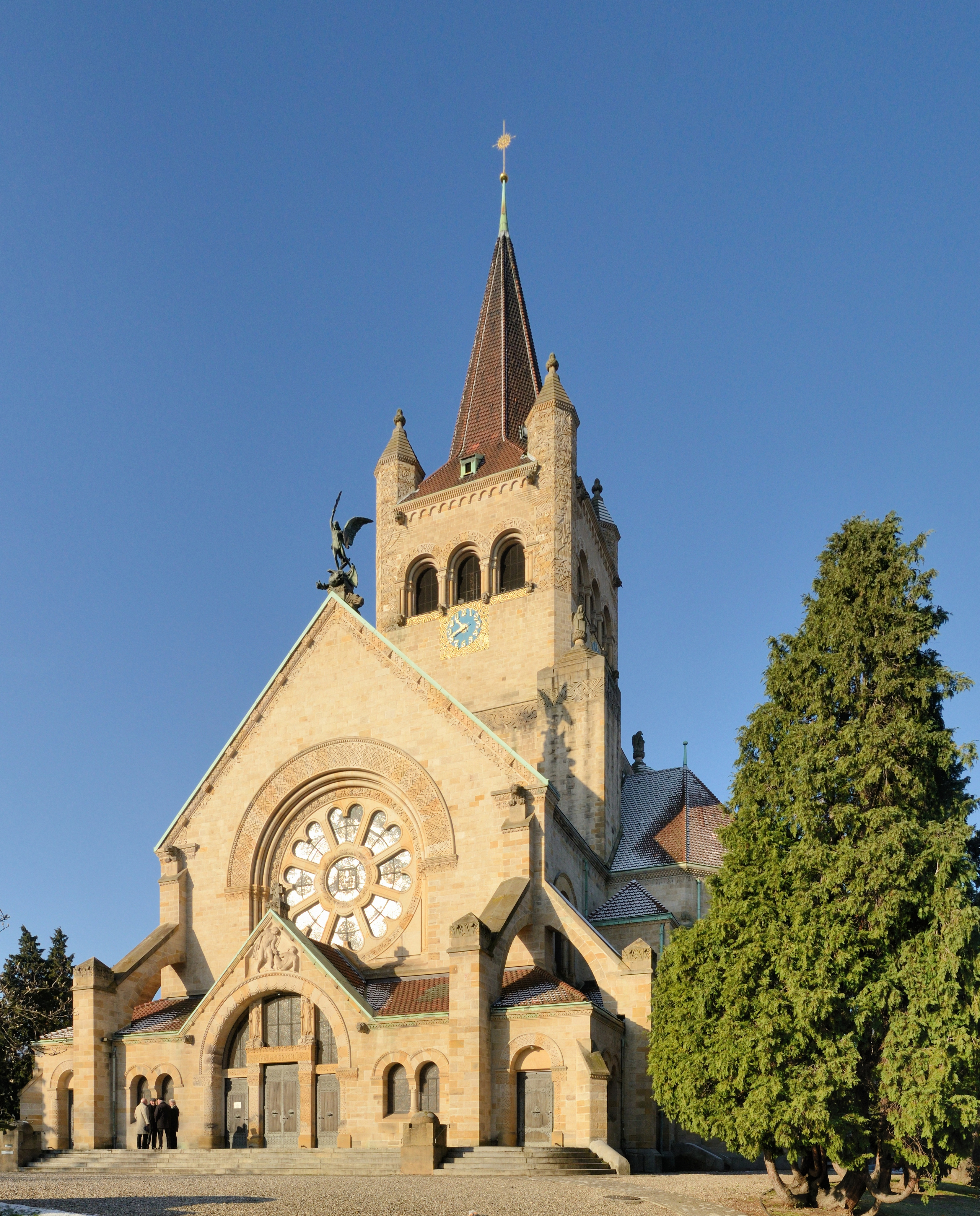
Pauluskirche
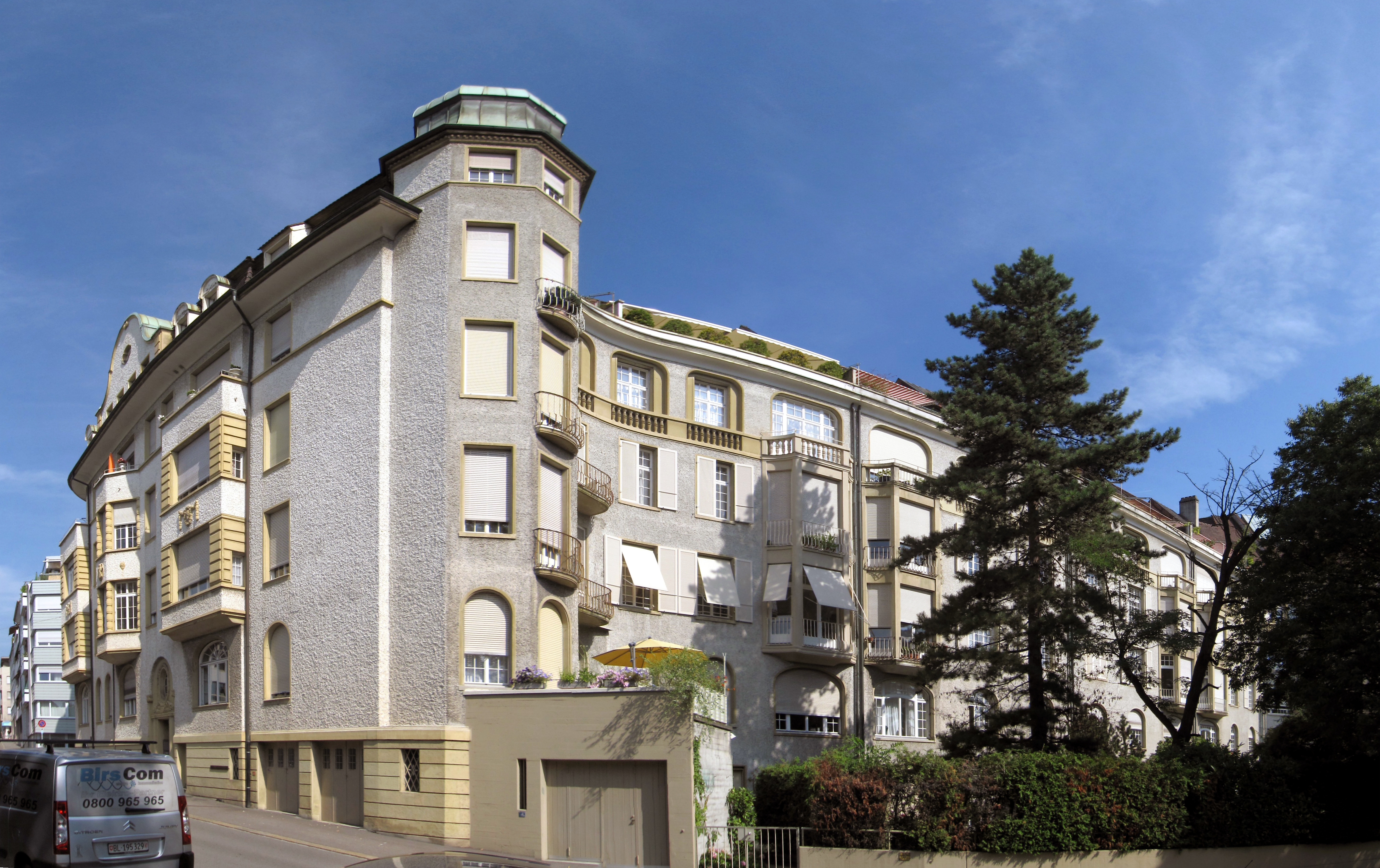
Etagenwohnhaus im Reformstil «am Viadukt»
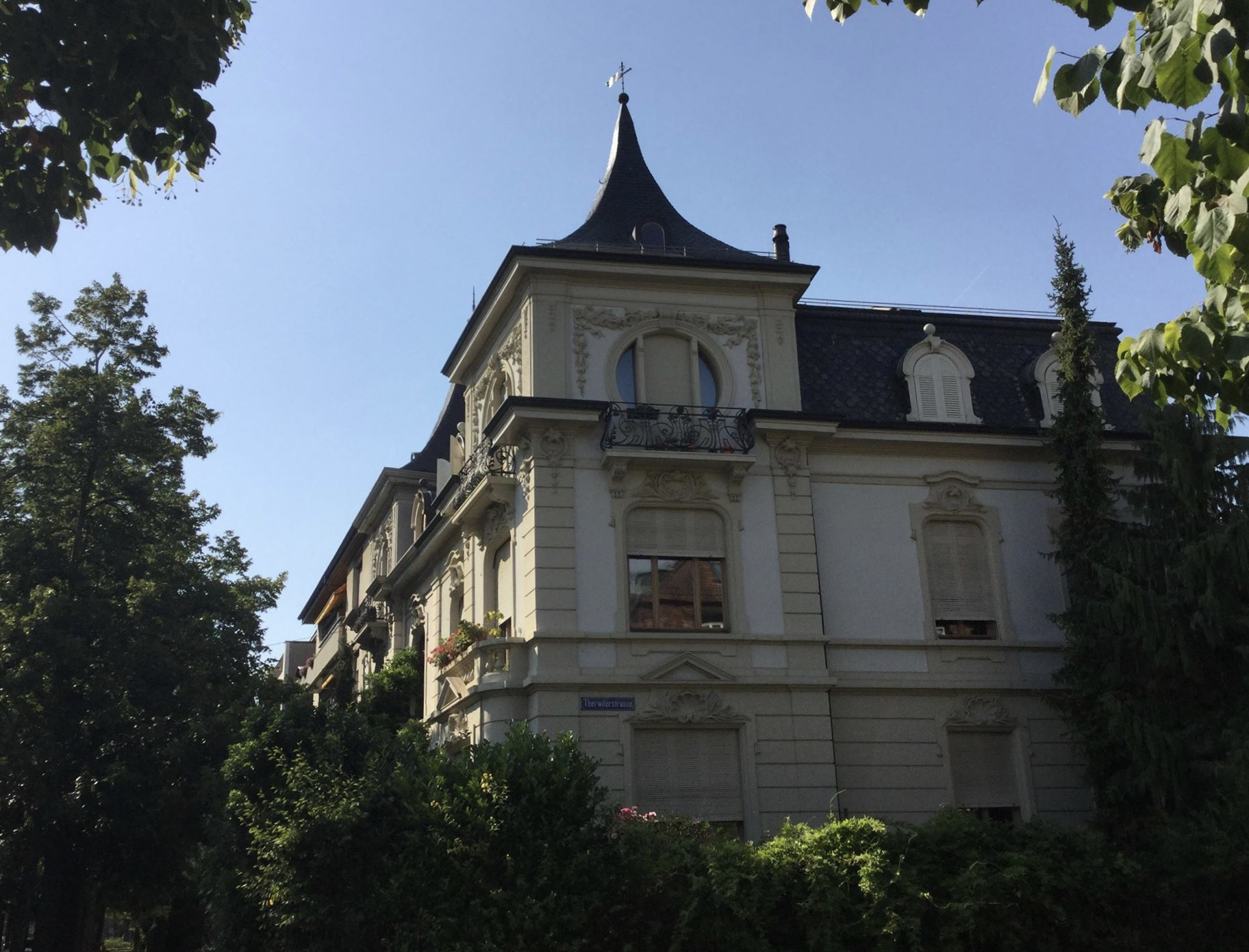
Eckhaus, Birsigstrasse
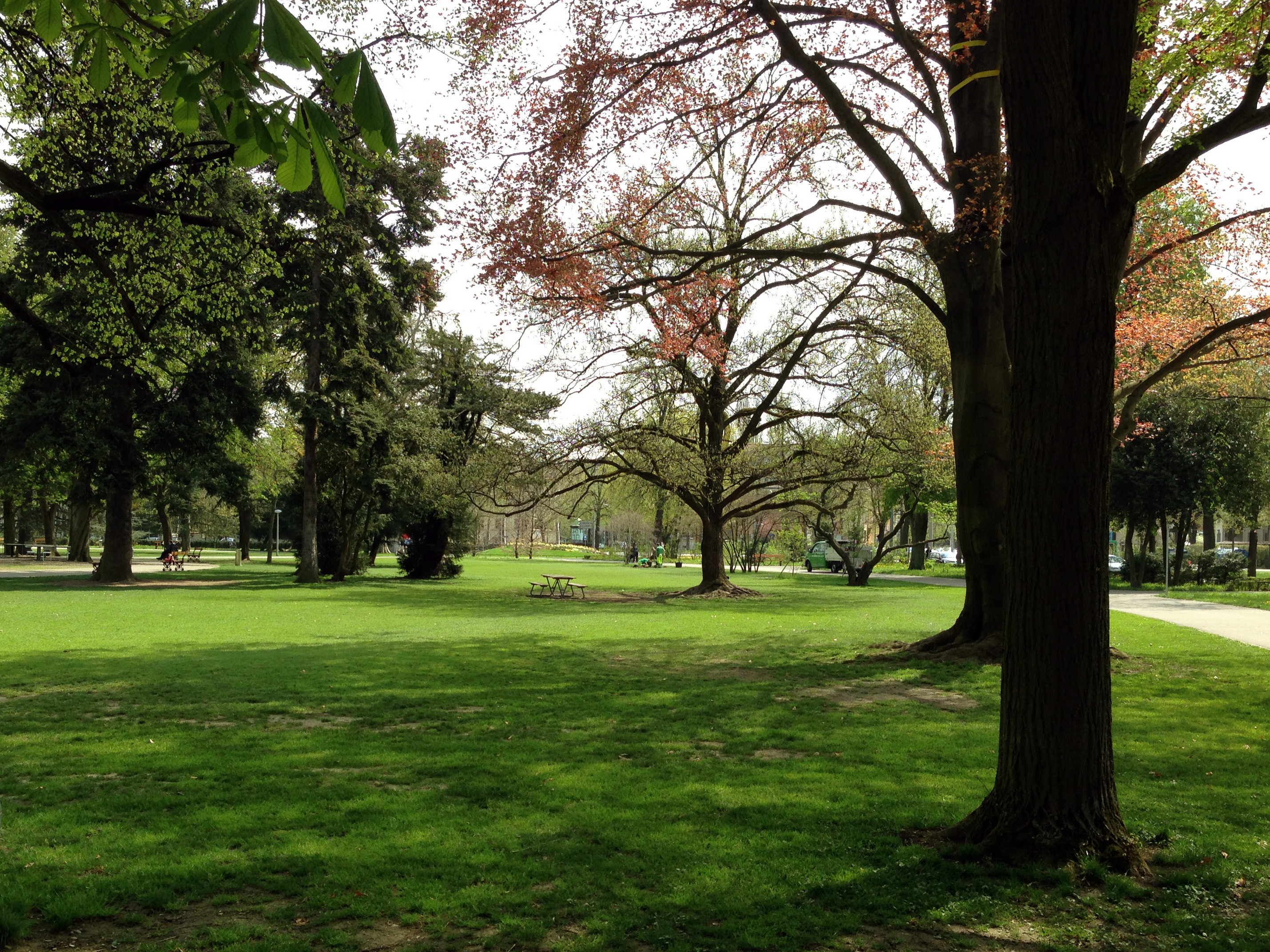
Schützenmattpark, Wiese
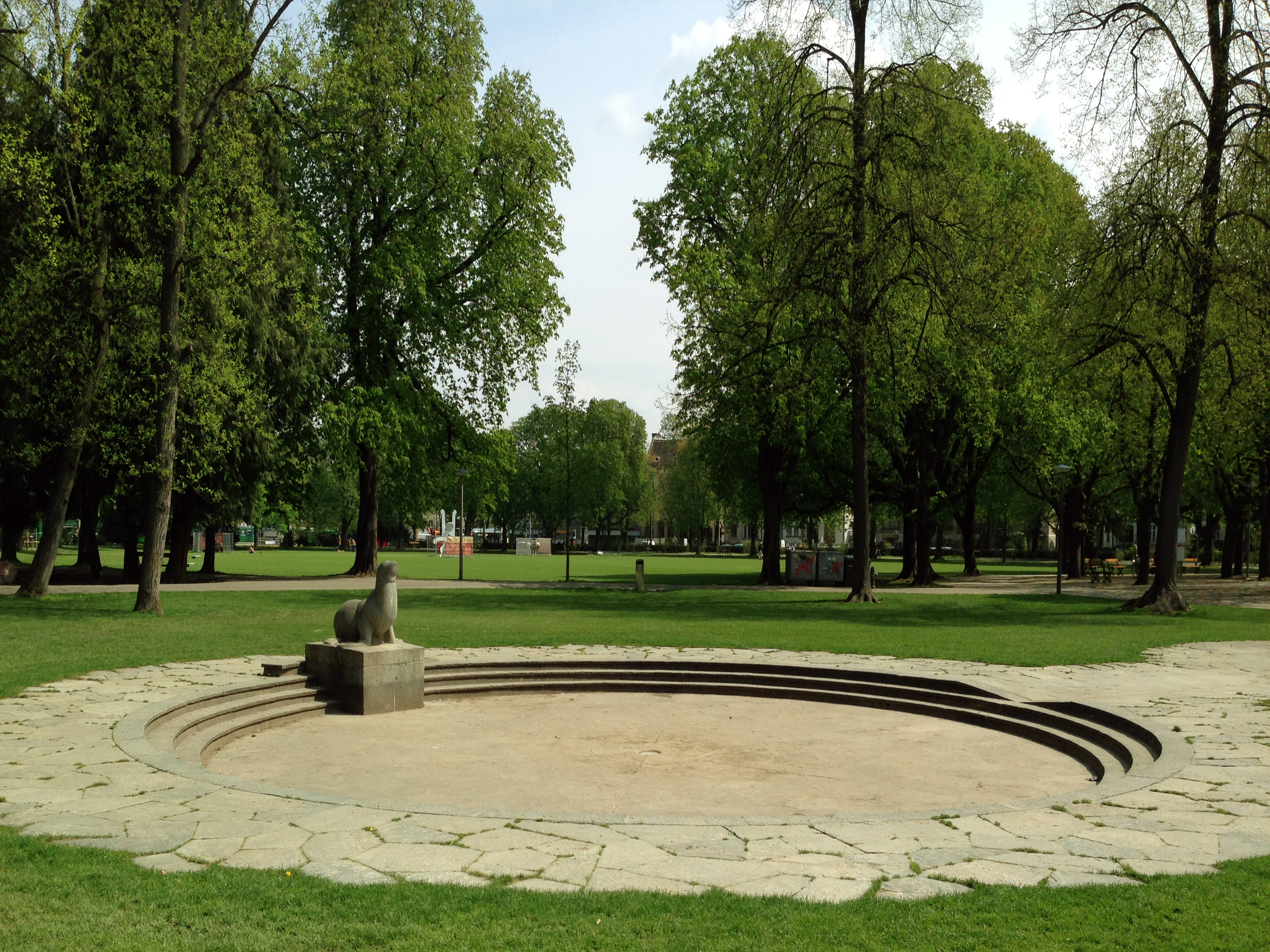
Schützenmattpark, Kinderbad
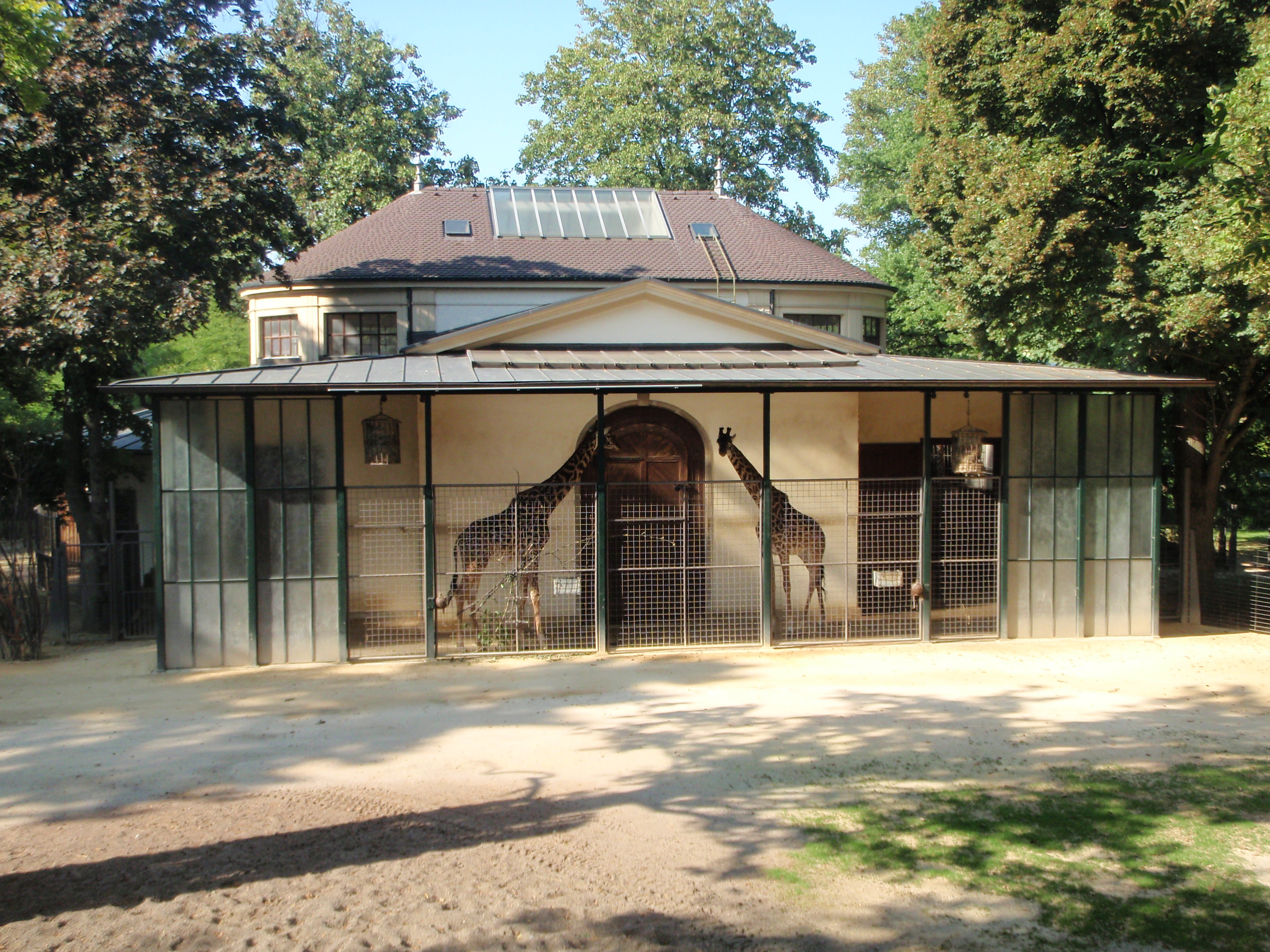
Das Antilopenhaus im Zoo Basel